# Время пьяных лошадей
«Время пьяных лошадей» (перс. زمانی برای مستی اسب‌ها‎) — кинофильм режиссёра Бахмана Гобади, вышедший на экраны в 2000 году.

## Сюжет
Действие происходит на границе с Ираком, в курдской деревне, жители которой занимаются контрабандой товаров через границу. Переход горными тропами грозит холодом, пограничными засадами и минными полями. Чтобы согреть мулов во время похода, люди подливают им в воду самогон, от которого животные пьянеют. В центре повествования — одна местная семья, главой которой после смерти отца, убитого на границе, становится сын-подросток Аюб. Он должен обеспечить пропитание своим братьям и сестрам, однако главная его забота — добыть денег на операцию своего тяжело болеющего брата Мади. Так Аюб тоже становится контрабандистом…

## Награды и номинации
- 2000 — приз «Золотая камера» и приз ФИПРЕССИ на Каннском кинофестивале.
- 2000 — специальный приз жюри на кинофестивале в Чикаго.
- 2000 — специальный приз жюри на кинофестивале в Хихоне.
- 2000 — специальное упоминание Национального совета кинокритиков США за свободу самовыражения, а также попадание в список лучших зарубежных фильмов года по версии Совета.
- 2001 — номинация на премию «Независимый дух» за лучший зарубежный фильм.